# Castrisch
Castrisch (hasta 1943 oficialmente en alemán: Kästris) era una comuna suiza del cantón de los Grisones, situada en el distrito de Surselva, círculo de Ilanz/da la Foppa. Limitaba al norte con las comunas de Schluein y Sagogn, al este con Valendas, al sur con Riein y Sevgein, y al oeste con Ilanz. El 1 de enero de 2014 se fusionó con las antiguas comunas de Ilanz, Ladir, Luven, Pitasch, Riein, Ruschein, Schnaus, Sevgein, Duvin, Pigniu, Rueun y Siat para convertirse en la nueva comuna de Ilanz/Glion.

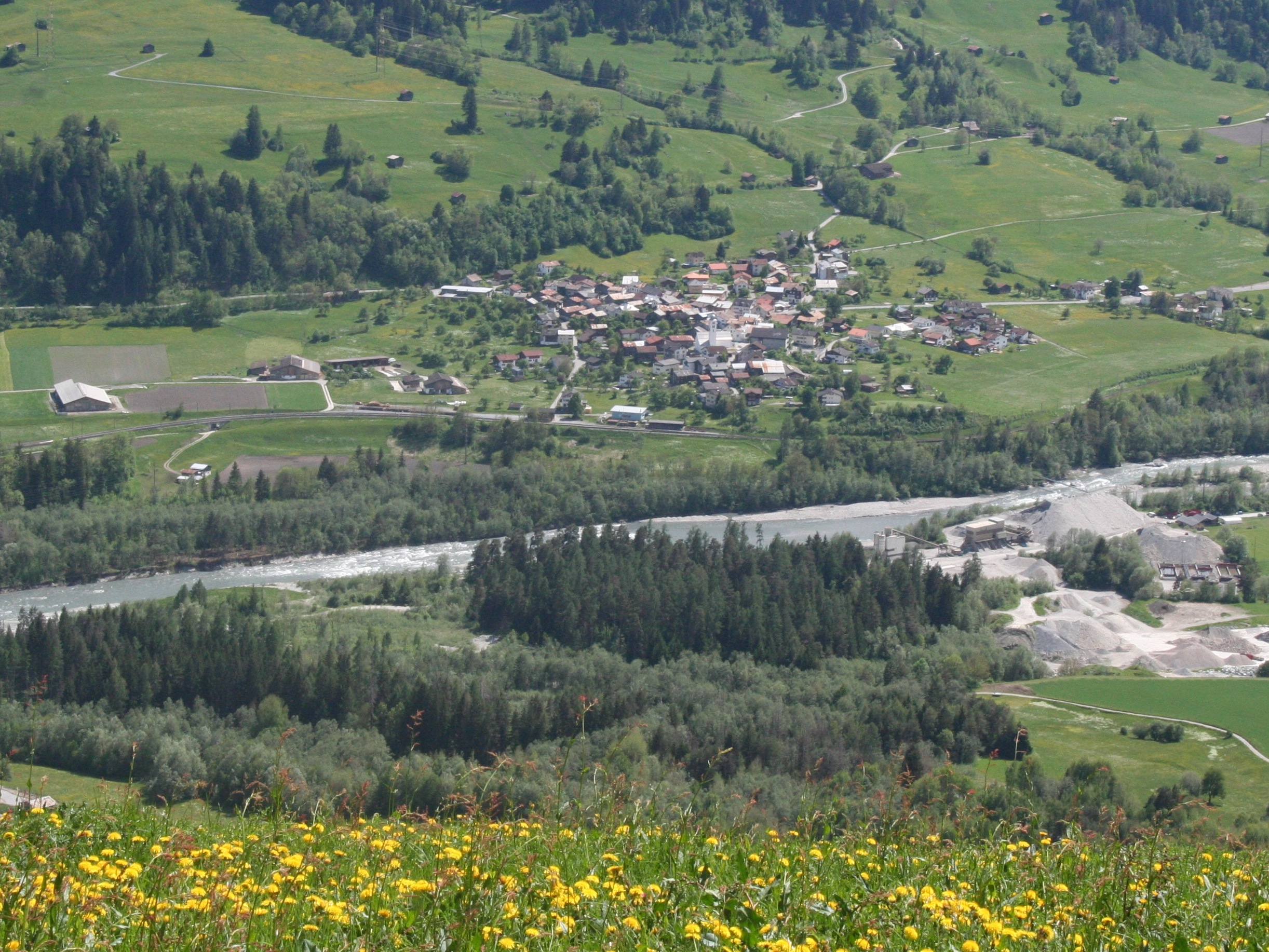
Vista de Castrisch.